# Lutherdenkmal (Bad Schandau)

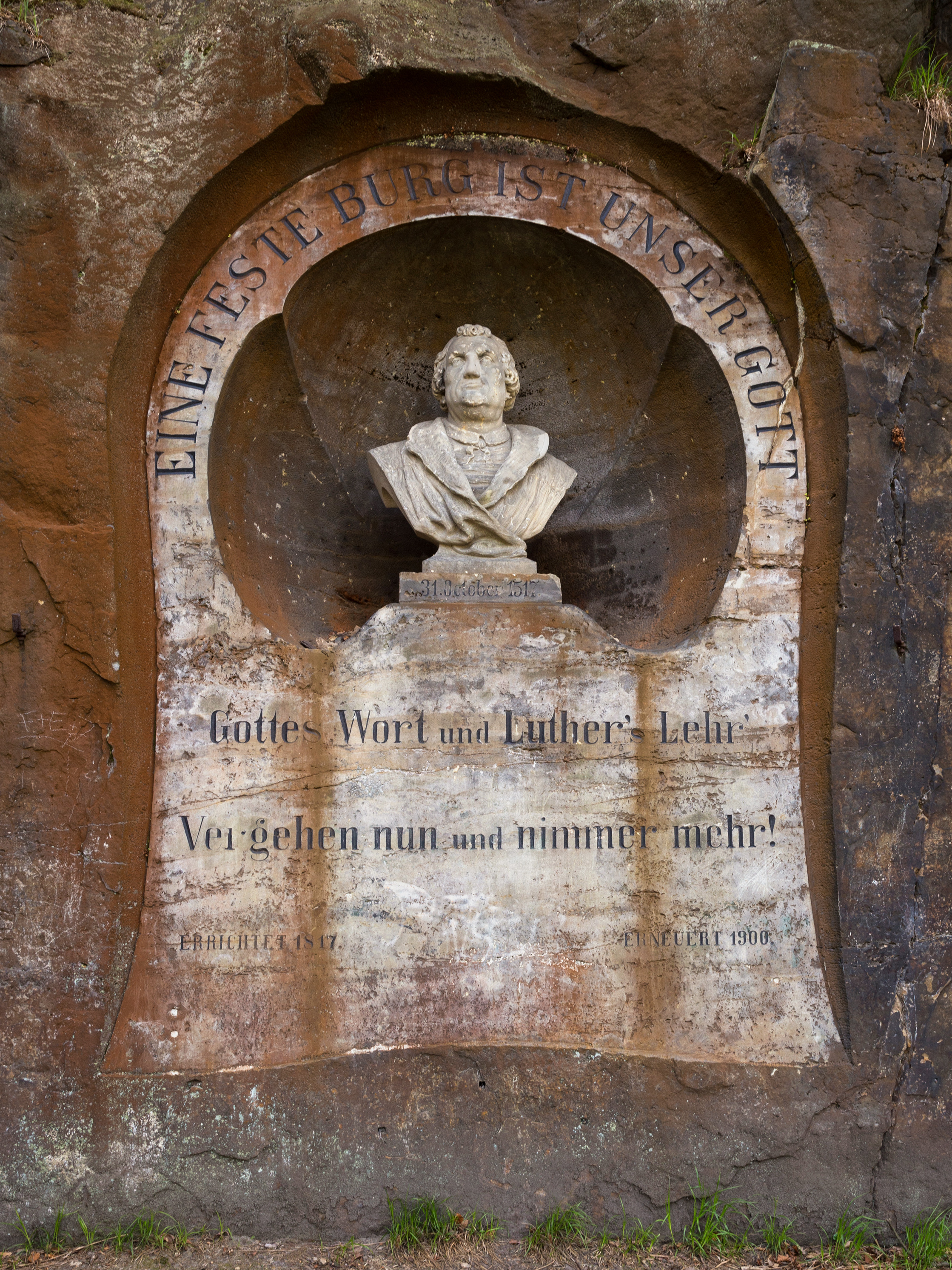
Luther-Denkmal

Das Lutherdenkmal in Bad Schandau im Landkreis Sächsische Schweiz-Osterzgebirge erinnert an den Reformator Martin Luther.

## Standort
Das Lutherdenkmal befindet sich oberhalb des Stadtparks (Kurpark), auf halber Höhe zwischen dem Bad Schandauer Stadtkern und der Ostrauer Scheibe, einer Ebenheit um den Stadtteil Ostrau. Es liegt am Steilhang von der Hochebene hinab in die Täler von Elbe und Kirnitzsch. Das Denkmal steht am sogenannten Lutherplatz, einem kleinen Plateau am Lutherweg, der als Wanderweg von Bad Schandau über Neuschandau nach Ostrau führt.

## Geschichte
Errichtet wurde das Lutherdenkmal im Jahr 1817 anlässlich des 300. Jubiläums der Verbreitung von Martin Luthers 95 Thesen. Initiator war, wie aus Chroniken hervorgeht, Samuel Gottfried Hering, der um 1800 mit dem Bau eines Badehauses den Grundstein für den Kurbetrieb in Bad Schandau gelegt hatte. Der Gebirgsverein Saxonia erneuerte den Platz mitsamt dem Denkmal in den Jahren 1881 und 1900.

## Beschreibung
Beim Lutherdenkmal handelt es sich um eine in den Elbsandsteinfelsen eingearbeitete, rund zwei Meter hohe Nische, in der eine Lutherbüste nach dem Wormser Modell steht. Über der Büste, an der oberen Einrahmung des Denkmals, ist im Halbrund zu lesen: Eine feste Burg ist unser Gott, in Anlehnung an das von Luther komponierte gleichnamige Kirchenlied. Auf dem Sockel der Büste steht das Datum 31. October 1517, an dem Luther seine 95 Thesen als Beifügung an einen Brief an den Erzbischof von Mainz und Magdeburg, Albrecht von Brandenburg, das erste Mal in Umlauf gebracht hatte. Darunter steht die Inschrift: 
Gottes Wort und Luther’s Lehr’
Vergehen nun und nimmer mehr!
 Am unteren Ende des Lutherdenkmals findet sich folgender Hinweis auf die Geschichte des Denkmals: Errichtet 1817. Erneuert 1900. Das Denkmal ist größtenteils mit weißer Farbe bemalt.

## Luthereiche
Vor dem Denkmal steht die Luthereiche, die letzte von ehemals drei Luthereichen an diesem Standort. Sie wurde zur Bauzeit des Denkmals Anfang des 19. Jahrhunderts zusammen mit zwei weiteren Eichen von der Wartburg in Eisenach, wo Martin Luther das Neue Testament übersetzt hatte, nach Bad Schandau transportiert. Eine Eiche ging nach kurzer Zeit ein, die beiden anderen wuchsen trotz ihres geringen Abstands von nur einem reichlichen Meter zu stattlichen Bäumen heran und waren zusammen mit dem Lutherdenkmal ein beliebter Ausflugsort.
Im Herbst 2011 fällten Waldarbeiter irrtümlich bei Pflegearbeiten im Auftrag der Stadt Bad Schandau die kleinere der beiden bis dahin verbliebenen Eichen, da sowohl die Stadtverwaltung Bad Schandau als auch die Nationalparkverwaltung Sächsische Schweiz Kenntnis von nur einer Luthereiche hatten. Um den letzten verbliebenen Baum zu würdigen und zu schützen, soll am Lutherdenkmal wieder ein Schild auf die Bedeutung der Eiche hinweisen, wie es schon vor der Wende der Fall gewesen war.
Anlässlich des Jubiläums 500 Jahre Reformation wurde am 27. August 2017 im Rahmen eines Kurkonzerts durch den Bad Schandauer Chor Neuer Chor Liederkranz 1993 Bad Schandau und den Bad Schandauer Bürgermeister an der Stelle der im Herbst 2011 gefällten Luthereiche eine neue Eiche gepflanzt.